# Азовмашпром
ТОВ «Багатопрофільне підприємство ‘Азовмашпром’» — сучасне машинобудівне підприємство в Маріуполі Донецької області, що орендує 5 000 м² виробничої площі, на якій розташоване устаткування для заготівельних операцій, механічної обробки, лиття, зварювання і складання.
Головним чином «Азовмашпром» спеціалізується на конструюванні та виготовленні патентозахищеного і конкурентоспроможного устаткування та запасних частин для підприємств чорної металургії, а також створенні іншої продукції, яка має попит на українському ринку та за його межами.
Починаючи з 1992 року «Азовмашпром» плідно співробітничає з багатьма машинобудівними і металургійними підприємствами України, Казахстану, Росії, низкою підприємств Індії, Болгарії.
«Азовмашпром» є лідером серед країн СНД у виробництві візків прокатно-зварювальних конструкцій для агломераційних та випалювальних фабрик, виготовленні повітряних фурм із захисним чавунним покриттям, стільникових ємностей, у том числі для вина.
Виготовляє різноманітні металоконструкції, водоохолоджувані панелі для електропечей, запасні частини для металургійного обладнання, вироби для легкої і харчової промисловості.
Для комунального господарства виготовляє біотуалети, контейнери, шибери і клапани сміттєпроводів багатоповерхових житлових будівель.

## Кримінальні справи проти керівництва підприємства
Проти директора БП «Азовмашпром» Агаркова Віктора Яковича, протягом багатьох років, неодноразово порушувалися правоохоронними органами і розглядалися Іллічівським районним судом міста Маріуполя кримінальні справи за частиною 1 статті 175 Кримінального кодексу України «Безпідставна невиплата заробітної плати, вчинена умисно керівником підприємства», а саме:
2009: Справа № 1-256/2009 суддя Топчій Т.В

2010: Справа № 1-271/2010 суддя Іванченко О. М.

2012: Справа № 0520/8360/2012 1/0520/446/2012 суддя Кашицька С. А. (більше 90 потерпілих)

однак ці справи були припинені у зв'язку з «дійовим каяттям» звинуваченого.
2013: Суд під головуванням судді Іллічівського районного суду Тетяни Пустовойт визнав Агаркова Віктора Яковича винним у пред'явлення йому звинувачень за частиною 1 статті 175 Кримінального кодексу України і призначив йому покарання у вигляді штрафу в 8500 гривень.
За період, який інкримінувався Агаркову, заборгованість по зарплаті була погашена, разом з тим на підприємстві на момент винесення вироку суду, наявна заборгованість за інші періоди часу в сумі близько мільйона гривень, виплата якої знаходиться під контролем правоохоронних органів.

Пізніше цей вирок було скасовано вироком Апеляційного суду Донецької області від 15.01.2014 року в частині призначення покарання, призначено покарання у вигляді штрафу в розмірі 8500,00грн. з позбавленням права займати посади, пов'язані з організаційно-розпорядчою та адміністративно-господарчою діяльністю протягом одного року.

2014: Суд визнав Агаркова Віктора Яковича винним у пред'явленому обвинуваченні за ч.3 ст.382 КК України і призначив йому покарання у вигляді трьох років шести місяців позбавлення волі з позбавленням права займати посади, пов'язані з організаційно-розпорядчою та адміністративно-господарчою діяльністю протягом одного року шести місяців.
На підставі ст.70 КК України шляхом поглинення менш суворого покарання, невідбутого за вироком Апеляційного суду Донецької області від 15.01.2014 р., більш суворим, призначеним за даним вироком, остаточно призначити покарання у вигляді трьох років шести місяців позбавлення волі у кримінально-виконавчій установі закритого типу з позбавленням права займати посади, пов'язані з організаційно-розпорядчою та адміністративно-господарчою діяльністю протягом одного року шести місяців.